# Rodrigo Gómez (banchiere)
Rodriguo Gómez (Linares, 18 maggio 1897 – Città del Messico, 14 agosto 1970) è stato un banchiere, economista e politico messicano, direttore generale della Banca del Messico dal 1952 sino alla sua morte nel 1970, durante il periodo chiamato il "Miracolo Messicano".

## Biografia
Nato a Linares, Nuevo León nel maggio 1897, entrò nella Banca del Messico nel 1933 e ne fu direttore generale dal 1952 al 1970, durante l'era della "stabilizzazione dello sviluppo". Rodrigo Gómez fu uno degli artefici di un periodo di progresso e stabilità che durò dal 1954 al 1970.
Tutto ciò è stato, in larga misura, il risultato dell’applicazione di una politica monetaria prudente, che contribuì ad ottenere una stabilità dei prezzi simile a quella degli Stati Uniti. Pertanto, un tasso di cambio fisso (12,50 pesos messicani per dollaro) fu mantenuto anche in un regime di libertà di cambio illimitata, e la riserva monetaria mostrò una tendenza crescente durante tutto il periodo.
I governatori delle banche centrali dell'America Latina hanno istituito dal 1970 il premio annuale "Rodrigo Gómez" per stimolare la preparazione di studi di interesse per le banche centrali.
Morì a Città del Messico nell'agosto 1970 all'età di 73 anni.

## Vita privata
Sposò Luisa Benítez Martínez dalla quale ebbe una figlia.